# Riaan Botha
Riaan Johannes Botha (ur. 8 listopada 1970 w Pretorii) – południowoafrykański lekkoatleta, specjalista skoku o tyczce, mistrz igrzysk Wspólnoty Narodów w 1998, olimpijczyk.

## Kariera sportowa
Zdobył brązowy medal w skoku o tyczce na mistrzostwach Afryki w 1992 w Belle Vue Maurel oraz srebrny medal na kolejnych mistrzostwach Afryki w 1993 w Durbanie. Nie zaliczył żadnej wysokości na igrzyskach Wspólnoty Narodów w 1994 w Victorii. Odpadł w kwalifikacjach na mistrzostwach świata w 1995 w Göteborgu.
Zajął 14. miejsce na igrzyskach olimpijskich w 1996 w Atlancie oraz 4. miejsce na halowych mistrzostwach świata w 1997 w Paryżu. Na mistrzostwach świata w 1997 w Atenach zakwalifikował się do finału, lecz nie zaliczył w nim żadnej wysokości. Zajął 5. miejsca w zawodach pucharu świata w 1998 w Johannesburgu. 
Zdobył złoty medal na igrzyskach Wspólnoty Narodów w 1998 w Kuala Lumpur, wyprzedzając Paula Burgessa z Australii i Kersleya Gardenne z Mauritiusu. Ustanowił wówczas rekord igrzysk skokiem na wysokość 5,60 m. Nie zaliczył żadnej wysokości na igrzyskach afrykańskich w 1999 w Johannesburgu.
Botha był mistrzem Południowej Afryki w skoku o tyczce w 1991, 1992, 1996 i 2007. Dwukrotnie ustanawiał rekord Południowej Afryki do wyniku 5,42 m uzyskanego 11 kwietnia 1992 w Bloemfontein.
Jego rekord życiowy wynosił 5,91 m (ustanowiony 2 kwietnia 1997 w Pretorii), a w hali 5,75 m (osiągnięty 8 marca 1997 w Paryżu).